# Pierre Augereau
Charles Pierre François Augereau, sinh ngày 21 tháng 10 năm 1757 tại Paris và mất ngày 12 tháng 6 năm 1816 tại La Houssaye-en-Brie (Seine-et-Marne), là một Thống chế Pháp và Công tước xứ Castiglione. Là một sư trưởng xuất sắc trong Chiến dịch ý lần thứ nhất, Augereau đã phụng sự Napoléon trong Chiến tranh Napoleon bởi tài năng của mình.